# Равнинный мивокский язык
Равнинный мивокский язык (Plains Miwok, Valley Miwok) — мёртвый (бездействующий) мивокский язык, на котором раньше говорил народ сьерра-мивок, который проживает на дельтах рек Сан-Хоакин и Косумнес штата Калифорния в США. Равнинный мивокский раньше был одним из самых густонаселённых мивокских языков. В настоящее время народ говорит на английском языке. Также удерживается пассивное знание и существует интерес к возрождению языка. Последний носитель языка умер в конце 1990-х годов (2007).